# Сражение в Капкайском ущелье
Сражение в Капкайском ущелье произошло в сентябре 1741 года в ходе отступления персидских сил после Андальского сражения в Дербент через кайтагские земли. Битва проходила в ущелье в 3-х км от Башлы.

## Предыстория
В 1741 году, после похода на Индию, персидский завоеватель Надир-шах вторгся в Дагестан и, покоряя в кровопролитных сражениях общество за обществом, дошёл до Андалала. Поход на Андалал окончился для шаха катастрофическим поражением и отступлением. 
Ожидая отступающие отряды уцмий Ахмед-хан со своим зятем Ахмед-ханом Мехтулинском и его сторонниками, подготовили внезапное нападение на персидский сводный отряд в долине реки Башлычая. 

## Сражение
Упоминающие об этом сражении русские, иранские, турецкие источники лишь дополняют друг друга, не содержат противоречий. Собирая сведения воедино, получается такая картина: во второй половине сентября до 21 числа в узком и длинном ущелье Капкай, в двух милях выше современного села Башлыкент Кайтагского района кайтагцы под руководством уцмия и Ахмед-хана Мехтулинского устроили засаду. 
Они внезапно атаковали 23-х тысячный персидский отряд на марше, преградив ему путь через ущелье, и нанесли крупное поражение. По-видимому, была истреблена преобладающая часть отряда: по словам курьера, доставившего письмо Калушкина от 21 сентября в Кизляр, горцы, «напав на войско, всех побили, токмо ушло в Дербент человек до ста, и то нагие». Турецкий источник добавляет, что среди убитых потом был найден и труп Лютф-Али-хана, военачальника Надира — другие ханы спаслись бегством. 
Более тысячи персидских солдат попали попали в плен, были захвачены оставшееся снаряжение и боеприпасы, множество драгоценных вещей, а также весь обоз шаха и его шатер, даже часть его гарема. 
В исторических работах приводятся сообщения русских источников о том, что в тот же день кайтагцам удалось захватить огромную сумму денег — это был налог, собранный для Надир-шаха в завоеванных им землях Индии и отправленный ему в сопровождении охранного отряда. Отряд был разбит. По тем же сведениям, немного позже недалеко от Тарков так же была захвачена изрядная сумма шахских денег.

## Последствия
По сведениям А. Бакиханова, шах получил известие о Капкайском поражении, находясь в Чираге, на полдороге к Дербенту. Калушкин писал об этом возвращении иранского арьергарда, что Надир-шах «таким ускорительным маршем, который по справедливости за побег почесть можно, наигорший вред себе нанес, ибо великое число в войске его хворые и пешие, имелись также и те, у которых лошади были худы и за ним поспешить не могли — оставляя (их) позади, все в руки неприятельские досталось...».